# Тур Кореи
Тур Кореи (фр. Tour de Korea) — шоссейная многодневная велогонка, с 2000 года ежегодно проводящаяся в Южной Корее. С 2005 года входит в календарь UCI Asia Tour, сначала под категорией 2.2, а с 2014 года – 2.1. Организатором выступает Федерация велоспорта Кореи.

## История
Предшествующий текущей гонке Тур Кореи перестал проводиться в 1997 году из-за финансовых трудностей. Новая гонка впервые состоялась в 2000 году, сразу став рейтинговым событием UCI. В 2012 году её призовой фонд составлял 300 млн южнокорейских вон или полмиллиона долларов.
В 2007 году в многодневке принял участие, на тот момент семикратный победитель Тур де Франс, Лэнс Армстронг. Он завершил профессиональную карьеру, но ради рекламы гонки проехал один круг маршрута первого этапа на своем горном велосипеде, обеспечив внимание к соревнованию.
Выпуск 2008 года имел официальное название Тур Кореи-Японии, так как первые два этапа были проведены в Японии, а после двух дней отдыха пелотон продолжил гонку в Южной Корее.
Продолжительность маршрута составляет около 1500 км, что делает гонку самой длинной в Азии. Всё этапы имеют формат «с точки в точку», индивидуальные или командные гонки отсутствуют, так как организаторы при создании маршрута хотели минимизировать время и усилия, потраченные на запись и сортировку результатов гонки.

## Призёры
| Год                  | Победитель       | Второй           | Третий              |
| -------------------- | ---------------- | ---------------- | ------------------- |
| Tour de Korea        |                  |                  |                     |
| 2000                 | Михаил Тетерюк   | Валерий Титов    | Chun Dae-hong       |
| 2001                 | Chun Dae-hong    | Томоя Кано       | Акира Какинума      |
| 2002                 | Танг Хежонг      | Сергей Третьяков | Аббас Саейди Танха  |
| 2003                 | Глен Чадвик      | Майкл Картер     | Бретт Эйткен        |
| 2004                 | Cory Lange       | Синри Судзуки    | Карл Мензис         |
| 2005                 | Дэвид Маккэн     | Стюарт Шоу       | Эдди Холландс       |
| 2006                 | Тобиас Эрлер     | Oh Se-yong       | Руслан Каримов      |
| 2007                 | Пак Сон Пэк      | Синъити Фукусима | Ханнес Бланк        |
| Tour de Coreia-Japan |                  |                  |                     |
| 2008                 | Сергей Лагутин   | Эрик Хоффманн    | Кристоф Мешенмозер  |
| Tour de Korea        |                  |                  |                     |
| 2009                 | Роже Бюша        | Джей Кроуфорд    | Тимоти Рой          |
| 2010                 | Майк Фридман     | Джесси Энтони    | Тайдзи Ниситани     |
| 2011                 | Чой Ки Хо        | Маркус Айбеггер  | Уильям Дуган        |
| 2012                 | Пак Сон Пэк      | Алекс Канделарио | Максимилиано Ричесе |
| 2013                 | Майкл Каминг     | Чён Кинлок       | Константино Забалла |
| 2014                 | Хью Карти        | Чхве Хёнмин      | Джек Хэйг           |
| 2015                 | Калеб Юэн        | Патрик Бевин     | Адам Блайт          |
| 2016                 | Грега Боле       | Хавьер Мехиас    | Gong Hyo-suk        |
| 2017                 | Min Kyeong-ho    | Эдвин Авила      | Евгений Гидич       |
| 2018                 | Сергей Цветков   | Степан Астафьев  | Маттео Бузато       |
| 2019                 | Филиппо Закканти | Бенджамин Перри  | Раймонд Кредер      |